# La Tour-du-Pin
La Tour-du-Pin – miejscowość i gmina we Francji, w regionie Owernia-Rodan-Alpy, w departamencie Isère.
Według danych na rok 2018 gminę zamieszkiwało 8343 osób, a gęstość zaludnienia wynosiła 1749 osób/km² (wśród 2880 gmin regionu Rodan-Alpy Tour-du-Pin plasuje się na 120. miejscu pod względem liczby ludności, natomiast pod względem powierzchni na miejscu 1533.).